# Jasmina Maček
Jasmina Maček (Murska Sobota, Yugoslavia, 18 de julio de 1980) es una deportista eslovena que compite en tiro, en la modalidad de tiro al plato.
Ganó una medalla de bronce en el Campeonato Mundial de Tiro al Plato de 2022 y una medalla de plata en el Campeonato Europeo de Tiro de 2017, ambas en la prueba de foso mixto.

## Palmarés internacional
| Campeonato Mundial | Campeonato Mundial | Campeonato Mundial | Campeonato Mundial |
| Año                | Lugar              | Medalla            | Prueba             |
| ------------------ | ------------------ | ------------------ | ------------------ |
| 2022               | Osijek (Croacia)   | Medalla de bronce  | Foso mixto         |
| Campeonato Europeo |                    |                    |                    |
| Año                | Lugar              | Medalla            | Prueba             |
| 2017               | Bakú (Azerbaiyán)  | Medalla de plata   | Foso mixto         |